# All I Ever Need Is You (сборник)
All I Ever Need Is You (с англ. — «Всё, что мне нужно, это ты») — пятый сборник американского поп-дуэта Сонни и Шер, выпущенный в 1990 году.

## Об альбоме
All I Ever Need Is You первый сборник песен дуэта, реализованный в формате цифрового компакт-диска. Включает композиции с альбомов All I Ever Need Is You (1971), Sonny & Cher Live (1971), Mama Was a Rock and Roll Singer Papa Used to Write All Her Songs (1974) и Live in Las Vegas Vol. 2 (1974), а также два бонус-трека из сольного каталога Сонни Боно. Единственный официально изданный CD Сонни и Шер, содержащий полную (9:39) версию «Mama Was a Rock and Roll Singer Papa Used to Write All Her Songs».

## Список композиций
| №                   | Название                                                           | Автор(ы)                                | Длительность |
| ------------------- | ------------------------------------------------------------------ | --------------------------------------- | ------------ |
| 1.                  | «All I Ever Need Is You»                                           | Джимми Холидей — Эдди Ривз              | 2:38         |
| 2.                  | «A Cowboy’s Work Is Never Done»                                    | Сонни Боно                              | 3:14         |
| 3.                  | «When You Say Love»                                                | Стив Кармен — Джерри Фостер — Билл Райс | 2:25         |
| 4.                  | «Mama Was a Rock and Roll Singer Papa Used to Write All Her Songs» | Сонни Боно                              | 9:39         |
| 5.                  | «You Better Sit Down Kids»                                         | Сонни Боно                              | 3:15         |
| 6.                  | «Crystal Clear/Muddy Waters»                                       | Линда Лори                              | 2:37         |
| 7.                  | «The Beat Goes On (Live)»                                          | Сонни Боно                              | 9:00         |
| 8.                  | «I Got You Babe (Live)»                                            | Сонни Боно                              | 3:05         |
| 9.                  | «United We Stand»                                                  | Тони Хиллер — Питер Симмонс             | 2:35         |
| 10.                 | «Bang Bang (My Baby Shot Me Down) (Live)»                          | Сонни Боно                              | 6:00         |
| Общая длительность: | Общая длительность:                                                | Общая длительность:                     | 45:28        |

## Участники записи
- Шер — вокал
- Сонни Боно — вокал

Продюсер
- Денис Прегнолато